# 73539 Carmenperrella
73539 Carmenperrella este o planetă minoră (asteroid) din centura de asteroizi. A fost descoperită pe 30 iulie 2003 la  de Campo Imperatore Near-Earth Object Survey⁠(d). 
Obiectul prezintă o orbită caracterizată de o semiaxă mare de 3,1708050125879 UAi, o excentricitate de 0,12830643522799, o înclinație de 9,8603338562256 ° în raport cu ecliptica.